# Akwa Ibom
Akwa Ibom je jeden ze 36 států Nigérie. Nachází se na jihovýchodě země u pobřeží zálivu Bonny a ve vnitrozemí sousedí se státy Rivers, Abia a Cross River. Má rozlohu 7 081 km² a žije v něm přibližně 5,5 milionu obyvatel. Hlavním městem státu je Uyo. Nejpočetnějšími etnickými skupinami v Akwa Ibom jsou Ibibiové a Anaangové. Většina obyvatel vyznává křesťanství.

## Hospodářství
Ekonomika je založena na těžbě ropy, zemního plynu a lignitu. Díky nerostnému bohatství je hrubý domácí produkt státu Akwa Ibom třetí nejvyšší v Nigérii. Patří také ke státům s nejlepší infrastrukturou, nejvyšší gramotností a nejnižší mírou zločinnosti. Od roku 1983 existuje Univerzita v Uyo.

## Přírodní podmínky
Stát Akwa Ibom je tvořen přímořskou nížinou a má tropické monzunové podnebí. Atlantické pobřeží měří 129 km a je lemováno mangrovy, ve vnitrozemí se nacházejí tropické lesy s porosty afzélie a lontaru. Pěstuje se smldinec, kakaovník, plantainy, palma olejná a vigna čínská, významná je také těžba dřeva, chov prasat, rybolov a helikultura. V roce 1930 byla založena rezervace Stubb Creek o rozloze 296 km², kde žije šimpanz nigerijský, mangabej rudohlavý a kočkodan Sclaterův.

## Historie
Stát je pojmenován podle řeky Kwa Ibo (psáno také Quaibo) a byl vytvořen 23. září 1987 vyčleněním ze státu Cross River. Leží na území bývalého domorodého království Akwa Akpa, které se stalo v roce 1884 britským protektorátem. Území státu je rozděleno na 31 správních oblastí. V roce 2020 byla přijata vlajka státu. Oranžový klín symbolizuje životaschopnost místních lidí, bílá barva symbolizuje mír a zelená úrodnou zemi. Guvernérem státu je od roku 2023 Umo Bassey Eno.